# Marumba laotensis
Marumba laotensis är en fjärilsart som beskrevs av Rothschild och Jordan 1903. Marumba laotensis ingår i släktet Marumba och familjen svärmare. Inga underarter finns listade i Catalogue of Life.